# روجر كارل يونغ
روجر كارل يونغ هو محامي وسياسي كندي، ولد في 7 مارس 1941 بنياجارا فولز في كندا. حزبياً، نشط في الحزب الليبرالي الكندي. وقد انتخب عضو مجلس العموم الكندي.